# Digtsamlinger i Danmark
Digtsamlinger i Danmark omhandler digtsamlingerne i en dansk sammenhæng.

## Digtsamlinger som produkt
Det økonomiske succeskriterium for digtsamlinger, der udkommer i Danmark, hvad enten de er danske eller oversatte, er salget af små oplag på få hundrede trykte eksemplarer - om end det af og til lykkes en digter at få et større publikum i tale.

### Uventet salg
Digtsamlinger med overraskende salgstal har det til fælles, at de rammer "noget i tiden", en tidsånd, frem for blot at interessere vante læsere af digte. I 1906 udgav Jeppe Aakjær sin naturlyriske Rugens sange og andre Digte, som på få år nåede et oplag på over 100.000. Denne centrale digtcyklus er siden genudgivet i mange udgaver og oplag som formentlig dén danske digtsamling i det 20. århundrede, der har opnået størst udbredelse. I 1950'erne og 1960'erne opnåede digtsamlinger af forfattere som Frank Jæger, Klaus Rifbjerg og Thorkild Bjørnvig at udkomme i fire- og femcifrede oplagstal. I 1970'erne solgte både Kristen Bjørnkjærs Kærestesorg (1976) og Lola Baidels En sagte raslen (1978) over 50.000 eksemplarer,  men det var Vita Andersen, som med udgivelsen af Tryghedsnarkomaer i 1977 sprængte alle rammer i nyere tid og som en af tidens største litterære navne solgte uhørte 95.000 eksemplarer af sine anmelderroste digte om kvindens liv.
At en digtsamling om opvækst i småkriminelt indvandrermiljø, Yahya Hassans selvbetitlede debut fra 2013, skulle slå det tidligere rekordsalg fra 1977 og både i popularitet og omtale skulle blive for 2010'erne, hvad Vita Andersen var for 1970'erne, og Michael Strunge var for 1980'erne, havde ingen set komme. Førsteoplaget af hans debut var af normal størrelse, men endte med at udkomme i over 100.000 eksemplarer i både Danmark, Sverige, Norge, Holland, Tyskland og Italien og blev i dagspressen blandt andre, herunder værker af Søren Ulrik Thomsen og Theis Ørntoft, fremhævet som årsag til, at "danskerne læser flere digte".

### De "normale" bestsellere
Om end digtningen i al almindelighed ses leve med små oplagstal, findes dog adskillige eksempler på digtsamlinger i nyere tid , hvor nye oplag må trykkes. Af digtsamlinger fra de seneste år kan nævnes Ursula Andkjær Olsens Ægteskabet mellem vejen og udvejen (2005) i 5.000 eksemplarer, Mette Moestrups Kingsize (2006) i 2.500, Christel Wiinblads Min lillebror (2008) i 2.400 og Naja Marie Aidts Poesibog (2008) med et oplagstal på hele 7.000 eksemplarer, mens Søren Ulrik Thomsen, der grundet sin popularitet normalt har førsteoplag på over 6000 eksemplarer, uventet solgte 27.600 eksemplarer af sin første digtsamling i mange år, Rystet spejl (2011). Af senere udgivelser har Asta Olivia Nordenhofs Det nemme og det ensomme fra 2013 med et oplag på 3.900, og Theis Ørntofts Digte 2014 (2014) med 2.700 eksemplarer markeret sig.

### Bedst sælgende enkelttitel
Taler man samlet salg af en digtsamling kommer man ikke uden om Benny Andersen, hvis Samlede digte udkom første gang i 1992, er blevet opdateret og udvidet adskillige gange, solgt i "flere hundredetusinde eksemplarer" og formentlig er den bedst sælgende danske samling af digte nogensinde.

### Største akkumulerede salg
Opgør man det akkumulerede salg af en forfatters samlede lyriske arbejder over alle enkelt- og samleværker, må man nævne Halfdan Rasmussen, hvis væld af Tosserier og børnerim siden 1950'erne er udgivet i sekscifrede oplagstal.

## Væsentlige danske digtsamlinger
- Adam Oehlenschläger – Digte 1803[15]
- Schack von Staffeldt - Nye Digte (1808)[16]
- Emil Aarestrup – Digte (1838)[17]
- Johan Ludvig Heiberg – Nye Digte (1841)
- Christian Winther – Hjortens flugt (1885)
- Helge Rode – Hvide blomster (1892)
- Sophus Claussen – Valfart (1896)[17]
- Johannes V. Jensen – Digte 1906 (1906)[18][19]
- Rudolf Broby-Johansen – Blod (1922)
- Harald Landt Momberg – Parole (1922)
- Viggo F. Møller – I kraft af mig selv (1935)
- Morten Nielsen - Krigere uden Vaaben (1943) og Efterladte Digte (1945)[20]
- Frank Jæger – Morgenens trompet (1949)
- Tom Kristensen – Den sidste lygte (1954)
- Thorkild Bjørnvig – Anubis (1955)[17]
- Tove Ditlevsen – Kvindesind (1955)[21]
- Frank Jæger – Cinna og andre Digte (1959)[17]
- Klaus Rifbjerg – Camouflage (1961)[22]
- Per Højholt – Turbo (1968)
- Inger Christensen – Det (1969)
- Kirsten Thorup – I dag er det Daisy (1971)
- Dan Turèll– Karma Cowboy (1974)
- Søren Ulrik Thomsen – City slang (1981)
- Michael Strunge – Vi folder drømmens faner ud (1981)
- Pia Juul – Levende og lukket (1985)
- Per Højholt – Det gentagnes musik (1989)[17]
- Inger Christensen – Sommerfugledalen (1991)[23]
- Morten Søndergaard – Sahara i mine hænder (1992)
- Rasmus Nikolajsen – Digte om lidt (2000)
- Henrik Nordbrandt – Fralandsvind (2001)
- Peter Laugesen – Helt alene i hele verden og hip som ind i helvede (2001)
- Ulla Diedrichsen – Fundne Ord fra en Elektrisk Verden (2002)
- Signe Gjessing – Blaffende rum nænnende alt" (2015)